# 와이와이 월드 (노래)
와이와이 월드(ワイワイワールド)는 도리야마 아키라 원작의 애니메이션 Dr. 슬럼프 아라레쨩 및 여러 닥터 슬럼프 극장판의 주제가이다. 일본의 애니메이션 주제가 전문 작곡가인 키쿠치 슌스케(菊池俊輔)가 작곡을 담당하였으며, 카시 아사(河岸亜沙)가 작사를 담당하였다.

## 삽입
- 원곡 (미즈모리 아도 (水森亜土)・귀뚜라미'73 (こおろぎ'73) 노래)
  - Dr. 슬럼프 아라레쨩 1화~197화, 240~243화 오프닝
  - Dr. 슬럼프 아라레쨩:호요요! 세계일주 대 레이스 오프닝
  - Dr. 슬럼프 아라레쨩:호요요! 나나바 성의 보물 오프닝
- 편곡(미즈모리 아도 (水森亜土) 노래・요네미츠 료 (米光 亮) 편곡)
  - Dr. 슬럼프 아라레쨩:호요요! 꿈의 도시 메카폴리스 오프닝
  - Dr. 슬럼프 아라레쨩:응쨔! 펭귄마을은 언제나 맑음 오프닝
  - Dr. 슬럼프 아라레쨩:호요요!! 은혜 갚은 상어를 찾아서 오프닝
  - Dr. 슬럼프 아라레쨩:응쨔! 두근두근 여름방학 오프닝